# Доброе намерение (журнал)
Доброе намерение — ежемесячный журнал, издававшийся в Москве на Университетской типографии в 1764 году В. Д. Санковским. 
Журнал был наполнен по большей части стихотворениями самого издателя и переводами (например, Овидия), воспевавшими пастухов, пастушек и так далее. Печатались также переводы прозы — в частности, новелл Мазуччо и Боккаччо и статей из английского сатирического журнала «Зритель». Несколько «увеселительных стихотворений» не отличаются серьёзным сатирическим характером. Обличаемые лица: злая жена, сочинитель любовных песенок, не обученный ничему Гноримон, напоминающий отчасти Митрофанушку Фонвизина. 
Сотрудниками журнала были в основном «разночинцы» (а сам журнал был ориентирован в первую очередь на аудиторию «третьего сословия»): Михаил Пермской, В. Г. Рубан, П. И. Фонвизин (брат Дмитрия Ивановича), А. Вершницкий, С. Н. Веницеев, И. Слатвинский, В. Пустовойтов. Большинство из них являлось в той или иной степени учениками М.М. Хераскова, поэтому в публиковавшихся в журнале поэтических произведениях (которые были представлены элегиями, анакреонтическими стихами, эклогами, мадригалами, идиллиями) заметно влияние и подражание стихотворениям, печатавшимся в более ранних журналах Хераскова. Журнал прославлял Екатерину II, но уже не отличался, подобно «Полезному увеселению», пессимистическими настроениями.